# Коэффициент интеллекта

IQ-тесты специально разработаны для получения нормального распределения результатов

Коэффицие́нт интелле́кта (англ. IQ — intelligence quotient, читается «айкью») — количественная оценка уровня интеллекта человека (коэффициент умственного развития): уровень интеллекта относительно уровня интеллекта среднестатистического человека (такого же или среднего возраста); в более узком смысле — отношение так называемого умственного возраста к истинному хронологическому возрасту данного лица (индивида). Определяется с помощью специальных тестов (таких как тест Айзенка). Коэффициент интеллекта является попыткой оценки фактора общего интеллекта (g).
Тесты IQ разрабатываются так, чтобы результаты описывались нормальным распределением с медианным значением IQ μ = 100 и стандартным отклонением σ = 15. Если распределение IQ определено таким образом, то около 2⁄3 результатов (точнее, 68,3 %) находится между показателями 85 и 115, то есть в пределах одного стандартного отклонения от медианы. Около 50 % результатов попадает в пределы IQ = 100 ± 10. За пределами двух стандартных отклонений от медианы находятся около 4,6 % результатов: 2,3 % c IQ < 70 и столько же с IQ > 130. Значение IQ менее 70 часто квалифицируется как умственная отсталость.

## История
Понятие коэффициента интеллекта ввёл немецкий учёный Уильям Штерн в 1912 году. Он обратил внимание на серьёзные недостатки умственного возраста как показателя в шкалах Бине. Штерн предложил использовать в роли показателя интеллекта частное от деления умственного возраста на хронологический. IQ впервые был использован в шкале интеллекта Стэнфорд — Бине в 1916 году (изначально Бине — в 1903 году).
В нынешнее время интерес к тестам IQ многократно возрос, ввиду чего появилось множество разнообразных необоснованных шкал. Поэтому сравнивать результаты разных тестов чрезвычайно затруднительно и само число IQ утратило информативную ценность.

## Тесты
Каждый тест состоит из множества различных заданий нарастающей сложности. Среди них тестовые задания на логическое и пространственное мышление, а также задания других типов — в тесты обычно входят логические и арифметические задания, ориентирование в практических ситуациях — умение самостоятельно сопоставлять, обобщать известные факты (творческий подход, в том числе нестандартное мышление — допускается неоднозначный ответ, формулировка нескольких гипотез, разная аргументация), проверка оперативной памяти и т. п. По результатам теста подсчитывается IQ. Замечено, что чем больше вариантов теста проходит испытуемый, тем лучшие результаты он показывает.
Одним из наиболее известных тестов является тест Айзенка. Более точными являются тесты Д. Векслера, Дж. Равена, Р. Амтхауэра, Р. Б. Кеттелла. На данный момент не существует какого-либо единого стандарта на тесты IQ.
Тесты подразделяются по возрастным группам и показывают развитие человека, соответствующее его возрасту. То есть ребёнок в 10 лет и выпускник вуза могут иметь одинаковый IQ, потому что развитие каждого из них соответствует своей возрастной группе. Тест Айзенка разработан для возрастной группы 18 лет и старше и предусматривает максимальный уровень IQ 160 баллов. Для детей от 7 лет существует тест IQ, разработанный в НИПНИ им. В. М. Бехтерева под руководством профессора Л. И. Вассермана.

## Что влияет на IQ

### Наследственность
Роль генетики и окружающей среды в предсказании IQ рассматривается в Plomin et al. (2001, 2003). До последнего времени наследственность в основном изучалась на детях. Разные исследования в США показали влияние на IQ наследственности в границах между 0,4 и 0,8.
Это означает, что разница в IQ среди наблюдаемых детей зависит от генов на величину от 40 до 80 %. Остальное зависит от условий существования ребёнка и ошибки измерения. Наследственность в границах от 0,4 до 0,8 означает, что IQ в значительной степени является наследственным показателем.
Изучение жизненного пути приёмных детей привело к однозначному выводу о том, что различия в их судьбе в основном определялись наследственностью и случайными факторами, а не тем, в какой семье они воспитывались. Уже к 16-летнему возрасту корреляция между коэффициентом интеллекта приёмных детей и их приёмных родителей становится близка к нулю. Различия в образовательном уровне детей зависят от образовательного уровня биологических родителей вдвое сильнее, чем от образовательного уровня приёмных родителей.

### Отдельные гены
За работу человеческого мозга отвечает большая часть из более чем 17 000 имеющихся генов. Хотя некоторые исследования и показывают влияние отдельных генов на уровень IQ, ни одно из них не носит заметного эффекта. Большинство выявленных зависимостей между генами и IQ было ложноположительными. Последние исследования показали слабое влияние отдельных генов на коэффициент интеллекта как среди взрослого населения, так и среди детей.

### Поиск наследственных причин IQ
Начались исследования, призванные выяснить генетические различия между людьми с высоким и низким IQ. Так, Пекинский институт геномики (англ. Beijing Genomics Institute) начинает проект по полногеномному поиску ассоциаций у людей с высокими умственными способностями. Открытие генетических причин может позволить изобрести средства для повышения IQ. Страны, которые получат доступ к таким технологиям, смогут ещё сильнее уйти вперед в экономическом и научно-техническом развитии.

### Окружающая среда
Окружающая среда, в частности, семья, оказывает заметное влияние на развитие интеллекта ребёнка. Были выявлены зависимости от многих факторов, характеризующих уровень жизни семьи, например: размер и стоимость дома, годовой доход, отношения между членами семьи, методы воспитания и другое. Такое влияние приносит коэффициенту интеллекта долю в 0,25—0,35. Но чем старше становится ребёнок, тем слабее эта зависимость проявляется, практически полностью пропадая к моменту совершеннолетия. Эти исследования были проведены среди обычных семей с двумя родителями.
В силу генетических особенностей каждого человека, дети из одной и той же семьи могут по-разному реагировать на одни и те же окружающие факторы.
Нездоровое, ограниченное питание может уменьшить способность мозга обрабатывать информацию. Исследования 25 446 человек Danish National Birth Cohort привели к выводу, что питание рыбой во время беременности и кормления младенца грудью повышает его IQ.
Другое исследование более 13 000 детей показало, что кормление грудью может повысить интеллект ребёнка на 7 баллов. После опубликования эти результаты были подвергнуты жёсткой критике, в том же журнале было опубликовано три критических отклика на статью. Был отмечен недостаточно полный анализ предыдущих исследований и игнорирование принятых теорий; был предложен более простой альтернативный механизм формирования изменений в IQ; были поставлены под сомнение адекватность проведения теста в данной возрастной категории испытуемых; отмечена нерепрезентативность («bias») испытуемых по языковому составу; подчёркнуты другие методологические проблемы; и в целом достоверность результатов поставлена под сомнение.
Обучение в университете способно изменить уровень IQ. Так, один год обучения увеличивает показатель IQ на 1-5 пунктов.

## Групповые различия

### Пол
В то время как некоторые исследования указывают на возможное превосходство мужчин или женщин в общем интеллектуальном развитии или в отдельных областях, таких как пространственные или вербальные навыки, большинство исследователей сходится во мнении, что в развитых странах различий в области общего интеллектуального развития не наблюдается.

### Раса и национальность
Исследования среди жителей США показали наличие статистически значимого разрыва между средней величиной IQ разных этнических групп. Так, согласно The Bell Curve (1994), средний IQ афроамериканцев — 84, латиноамериканцев — 89, белых людей европейского происхождения — 107, азиатов (китайского, японского и корейского происхождения) — 105, евреев — 112.
Этот разрыв может использоваться в качестве обоснования так называемого «научного расизма», однако, по некоторым исследованиям, разрыв постепенно сокращается.
Кроме того, средний IQ, измеренный по старым тестам, растёт во времени. В результате эффекта Флинна средний IQ негроидов в 1995 году соответствовал среднему IQ европеоидов в 1945-м, то есть за два поколения.
Влияние социальных факторов на IQ подтверждается исследованиями детей-сирот. В США дети африканского происхождения, воспитанные белыми приёмными родителями, имеют на ~10 % более высокий IQ, чем не белыми[страница не указана 1925 дней].
Разница в 10—15 баллов при оценке IQ наблюдалась при сравнении среднестатистических показателей угнетённых социальных групп (неприкасаемых в Индии, буракумин в Японии, маори в Новой Зеландии) и доминирующих социальных групп в этих странах. При этом разница исчезала при эмиграции в другую страну, например: исследование среди детей японцев-иммигрантов в США не показало отличий показателей буракумин от остальных японцев. На этом основании была сформирована теория о ключевом влиянии социальной структуры общества и социальной идентификации при обучении и прохождении тестов. Подобная идентификация может приводить в том числе к тому, что дети афроамериканцев рассматривают хорошую учёбу и стремление получить высокостатусную работу как предательство своей идентичности.

### Страна
Были обнаружены различия в среднем IQ между странами. Ряд исследований[страница не указана 1925 дней] обнаружил связь между средним IQ страны и её экономическим развитием, ВВП (см., например, Коэффициент интеллекта и богатство народов), демократичностью, преступностью, рождаемостью и атеизмом. В бедных странах такие факторы окружающей среды, как плохое питание и болезни, вероятно, снижают средний национальный IQ.

## Социальные последствия

### Успеваемость в школе
Американская психологическая ассоциация в докладе «Интеллект: известное и неизвестное» (Intelligence: Knowns and Unknowns, 1995) отмечает, что согласно всем исследованиям, дети с большими баллами на IQ тестах обычно усваивают больше школьного материала, чем их сверстники с более низкими баллами. Корреляция между баллами IQ и оценками составляет около 0,5. Тесты IQ являются одним из способов отбора одарённых детей и составления для них индивидуальных (ускоренных) планов обучения.

### Производительность труда
Согласно Франку Шмидту и Джону Хантеру, при найме на работу соискателей без соответствующего опыта наиболее успешным предсказателем будущей производительности являются общие интеллектуальные способности. При предсказании производительности труда IQ имеет некоторую эффективность для любых видов деятельности, изученных на сегодняшний день, но эта эффективность различается в зависимости от типа работы. Хотя IQ более тесно связан с мыслительными способностями, а не с двигательными навыками, баллы на IQ-тестах предсказывают производительность во всех профессиях. Учитывая это, для наиболее квалифицированных видов деятельности (исследования, менеджмент) низкий IQ с большей вероятностью будет барьером для достаточной производительности, в то время как для наименее квалифицированных видов деятельности атлетическая сила (сила рук, скорость, выносливость и координация) предсказывают производительность с большей вероятностью. В основном, предсказательная сила IQ связана с более быстрым приобретением нужных знаний и навыков на рабочем месте.
Американская психологическая ассоциация в докладе «Интеллект: известное и неизвестное» отмечает, что так как IQ объясняет только 29 % различий в производительности труда, другие личностные характеристики, такие как межличностные навыки, черты личности и т. п., вероятно, имеют такую же или большую важность, но в данный момент не существует настолько же надёжных инструментов их измерения, как тесты IQ.

### Доход
Некоторые исследования показали, что интеллектуальные способности и производительность труда линейно зависимы, так что больший IQ приводит к большей производительности труда. Чарльз Мюррэй, соавтор книги «Колоколообразная кривая» (The Bell Curve), обнаружил, что IQ имеет существенное влияние на доход человека, вне зависимости от семьи и социального класса, в которых человек вырос.
Американская психологическая ассоциация в докладе «Интеллект: известное и неизвестное» (Intelligence: Knowns and Unknowns, 1995) отмечает, что IQ баллы объясняют около 1/4 различий между людьми в социальном статусе и 1/6 разницы в доходе.

### IQ и преступность
Американская психологическая ассоциация в докладе «Интеллект: известное и неизвестное» отмечает, что корреляция между IQ и преступностью составляет −0,2 (обратная зависимость). Корреляция 0,2 означает, что объяснённые различия в преступности составляют менее 4 %. Важно понимать, что причинно-следственные связи между баллами IQ-тестов и социальными последствиями могут быть косвенными. Дети с плохой школьной успеваемостью могут чувствовать себя отчужденными и, следовательно, они с большей вероятностью могут совершить правонарушения, по сравнению с детьми, которые хорошо успевают.
В книге «Фактор g» (The g Factor, Arthur Jensen, 1998) Артур Дженсен цитирует данные, согласно которым люди с IQ в интервале 70—90, вне зависимости от расы, чаще совершают правонарушения, чем люди с IQ ниже или выше этого интервала.

### Прочее
Средний IQ населения страны связан с ВВП страны (см. Коэффициент интеллекта и богатство народов) и эффективностью государства.
Существует исследование, обнаружившее корреляцию 0,82 между фактором общего интеллекта и баллом SAT (российский аналог — ЕГЭ).

## Критика
Тесты на определение коэффициента интеллекта неоднократно подвергались критике со стороны учёных и политиков.
Доктор физико-математических наук, академик РАН В. А. Васильев обнаружил, что в тестах Айзенка на коэффициент интеллекта у многих задач некорректно составлены условия либо ошибочны авторские решения. По его мнению, тесты Айзенка выдают высокую оценку людям с «усреднённым» мышлением, в то время как более умный человек с большей вероятностью даст решение, отличное от авторского.
Не имея целью критиковать тесты на IQ, советский психолог Лев Семёнович Выготский тем не менее в своих работах утверждал, что текущий IQ ребёнка мало что говорит о перспективах его дальнейшего обучения и умственного развития. В связи с этим он ввёл понятие «зона ближайшего развития».
Британский марксист Морис Корнфорт критиковал тесты на IQ как метафизичные и направленные на то, чтобы лишить большинство детей полноценного образования из-за их якобы недостаточных для этого умственных способностей.
В 2012 году Эдриан Оуэн и Адам Хэмпшир (англ. Adam Hampshire) из канадского Университета Западного Онтарио и Роджер Хайфилд из лондонского Музея науки пришли к выводу, что интеллект человека состоит из нескольких компонентов и не сводится к одному показателю, поэтому IQ-тесты непригодны для целей психологических исследований.